# Czyżew (gemeente)
De gemeente Czyżew (tot 2011 Czyżew-Osada) is een gemeente in het Poolse woiwodschap Podlachië, in powiat Wysokomazowiecki.
De zetel van de gemeente is in Czyżew.
Op 30 juni 2004 telde de gemeente 6702 inwoners.

## Oppervlakte gegevens
In 2002 bedroeg de totale oppervlakte van gemeente Czyżew-Osada 123,4 km², waarvan:
- agrarisch gebied: 87%
- bossen: 7%

De gemeente beslaat 9,63% van de totale oppervlakte van de powiat.

## Demografie
Stand op 30 juni 2004:
| Omschrijving                   | Totaal | Totaal | Vrouwen | Vrouwen | Mannen | Mannen |
| ------------------------------ | ------ | ------ | ------- | ------- | ------ | ------ |
| eenheid                        | aantal | %      | aantal  | %       | aantal | %      |
| inwoners                       | 6702   | 100    | 3348    | 50      | 3354   | 50     |
| bevolkingsdichtheid (inw./km²) | 54,3   | 54,3   | 27,1    | 27,1    | 27,2   | 27,2   |

In 2002 bedroeg het gemiddelde inkomen per inwoner 1438,53 zł.

## Plaatsen
Brulino-Koski, Brulino-Piwki, Czyżew-Chrapki, Czyżew-Osada (sołectwa: Czyżew-Osada, Czyżew-Bloki Kolejowe en Czyżew Szkolny), Czyżew-Pociejewo, Czyżew Ruś-Kolonia, Czyżew Ruś-Wieś, Czyżew-Siedliska, Czyżew-Stacja, Czyżew-Sutki, Czyżew-Złote Jabłko, Czyżew Kościelny, Dąbrowa-Cherubiny, Dąbrowa-Kity, Dąbrowa-Michałki, Dąbrowa-Nowa Wieś, Dąbrowa-Szatanki, Dąbrowa Wielka, Dmochy-Glinki, Dmochy-Mrozy, Dmochy-Rodzonki, Dmochy-Wochy, Dmochy-Wypychy, Godlewo-Kolonia, Godlewo-Piętaki, Jaźwiny-Koczoty, Kaczyn-Herbasy, Krzeczkowo-Gromadzyn, Krzeczkowo-Mianowskie, Krzeczkowo-Nowe Bieńki, Krzeczkowo-Stare Bieńki, Krzeczkowo-Szepielaki, Michałowo Wielkie, Ołdaki-Magna Brok, Rosochate Kościelne, Rosochate Nartołty, Siennica-Klawy, Siennica-Lipusy, Siennica-Pietrasze, Siennica-Szymanki, Siennica-Święchy, Stare Zalesie, Stary Kaczyn, Stokowo-Szerszenie, Szulborze-Kozy, Święck-Strumiany, Zalesie-Stefanowo, Zaręby-Bindugi, Zaręby-Góry Leśne, Zaręby-Skórki, Zaręby-Święchy.

## Aangrenzende gemeenten
Andrzejewo, Boguty-Pianki, Klukowo, Nur, Szepietowo, Szulborze Wielkie, Wysokie Mazowieckie, Zambrów
- Virtual International Authority File: 240480596
- WorldCat: E39PBJB8qpqC6kRxX3YMH9Xjmd